# First-Air-Flug 64
First-Air-Flug 64 war ein Inlands-Frachtflug der First Air von Iqaluit nach Markham Bay in Kanada, bei dem am 12. August 1996 eine de Havilland Canada DHC-6 Twin Otter bei der Landung am Flughafen Markham Bay verunglückte. Die beiden Besatzungsmitglieder starben beim Aufprall.

## Flugverlauf
Die Twin Otter beförderte sechs Barrel Treibstoff für eine Helikopterfirma. Das Flugzeug hob um 08:58 Uhr Ortszeit (14:58 Uhr MEZ) in Iqaluit ab. Gegen 9:45 Uhr setzte das Flugzeug in Markham Bay auf. Die dortige Landebahn ist 209 Meter lang. Das Aufsetzen erfolgte bereits kurz hinter der Landeschwelle; aufgrund überhöhter Geschwindigkeit sprang das Flugzeug jedoch vor dem endgültigen Aufsetzen noch dreimal wieder hoch. Der Kapitäne entschloss sich zum Durchstarten, da das Flugzeug nicht mehr auf der Landebahn zum Stillstand zu bringen war. Bei diesem Versuch schlug das Fahrwerk ungefähr 200 Meter hinter der Landebahn gegen Felsen; die Maschine hob anschließend kurzzeitig erneut ab und stürzte wenig später auf einen felsigen Strand. Hierbei kamen beide Besatzungsmitglieder ums Leben.

## Untersuchung
Die Untersuchung kam zum Schluss, dass sich die Besatzung zum verspäteten Durchstarten entschloss und dies zum Unfall geführt habe. Wahrscheinlich hatte das dreifache Aufsetzen auf der nur 209 Meter langen Piste zur Entscheidung beigetragen.

## Besatzung
Der Kapitän hatte eine Erfahrung von 3813 Flugstunden, davon 2028 auf der Twin Otter. Der Kopilot konnte 2724 Flugstunden Erfahrung aufweisen.